# Claude Aubery
Pour les articles homonymes, voir Aubery.
Claude Aubery, né vers 1545 et mort à Dijon en 1596, est un médecin et philosophe français.

## Biographie
Claude Aubery embrasse le protestantisme, se réfugie à Lausanne où il est nommé professeur de philosophie.
Sous le nom de Claudii Alberii Triuncuriani, il publia en 1585 à Genève chez Jean Le Preux, un livre intitulé Oratio apodictica, de resurrectione mortuorum sorte de commentaire sur l'Épître aux Romains, critique à l'égard du calvinisme traditionnel prépondérant en Suisse au XVIe siècle.
Son texte fut censuré notamment par Théodore de Bèze et en 1588, Aubery dut se soumettre.
Il revient ensuite en France et retourne au catholicisme. 
Il s'intéresse aussi à l'alchimie et connaît Oswald Croll et Venceslas Lavinius à qui il dédie un livre : De concordia medicorum, disputatio exoterica. Ad Vencislaum Lavinium ab Ottenfeld, Moravum. Il y soutient la doctrine de Paracelse mais reste prudent quant à l'hypothèse de la pierre philosophale tout en étant un fervent partisan de la théorie des signatures.

Il ne doit pas être confondu avec Claude Aubery fils de Nicolas, pasteur de Collonge-Bellerive et Corsier de 1578 à 1590, de Collonges-Fort-l'Écluse vers 1590-1592, et du Grand-Saconnex de 1592 à 1608.

## Ouvrages de Claude Aubery
- (la) Posteriorum notionum quas secundas intentiones et praedicabilia vocant, brevis et luculenta explicatio, 1576 (lire en ligne)
- (la) Organon. Id est : instrumentum doctrinarum omnium : in duas partes divisum. Nempe, in Analyticum eruditionis modum, et Dialecticam : sive methodum disputandi in utramque partem, 1584 (lire en ligne)
- (la) De terraemotu, oratio analytica, in qua, hybornae, pagi, in ditione illustriss. Reip. Bernensis, supra lacum Lemannum, per terraemotum oppressi, historia paucis attingitur, 1585 (lire en ligne)
- Une édition des Caractères de Théophraste :  (la) Thesaurus philosophiae moralis, quo continentur, graece et latine, Epicteti enchiridion. Cebetis thebani tabula. Theophrasti characteres. Pythagoreorum fragmenta, Cantero et Spondano interpret., 1589 (lire en ligne)
- Diverses traductions d'ouvrages grecs : (grk + la) Vetustissimorum authorum Georgica, Bucolica et Gnomica poemata quae supersunt. Quorum omnium catalogum, et quid sigillatim ad eorum explicationem hoc <enchiridiô> detur, sequentes paginae indicant, 1569 (lire en ligne)